# Wie Satan starb (Film)
Wie Satan starb ist ein österreichisches Stummfilmmelodram aus dem Jahre 1920 von Otto Rippert mit Sascha Gura und Nora Gregor in den Hauptrollen zweier grundverschiedener Frauen. Die Geschichte basiert auf dem gleichnamigen Roman von Artur Landsberger.

## Handlung
Es ist die klassische Geschichte um Liebe, Hass und Intrigantentum zweier Frauen, die in einer zerrissenen Welt, der der moralische Kompass abhandengekommen ist, um ein und denselben Mann kämpfen. Während die eine einer haltlosen Aufsteigersippe entstammt und eine ebenso schamlose wie reiche Verführerin ist, ist ihre Gegenspielerin eine anständige und aufrichtig liebende junge Frau aus dem Volke. Die Erstgenannte spannt der zweiten eines Tages den Mann aus. Schließlich verzichtet die brave und sittsame Betrogene auf ihren Geliebten. Der aber muss erkennen, dass er die falsche Wahl getroffen hat und einer “Männerfresserin” aufgesessen ist. Als er zu der einstigen großen Liebe zurückkehren will, ist diese durch das Erlebte bereits aus den Bahnen geworfen worden und ist freiwillig aus dem Leben geschieden. Die Neureiche erlebt dadurch eine Katharsis und nimmt sogar das Kind der Toten aus der Beziehung mit dem verlorenen Mann zu sich, um es ihm als Vater zurückzugeben. Der erkennt, dass nach der allgemeinen Läuterung der mutmaßlich schlechte Charakter seiner parvenühaften Geliebten doch offensichtlich besser als gedacht ist und verzeiht ihr wie sich selbst …

## Produktionsnotizen
Für Wie Satan starb …, auch bekannt unter dem Titel Der Teufel im Weibe, wurde der bekannte deutsche Regieveteran Otto Rippert sowie die deutsche Hauptdarstellerin Sascha Gura und der dänische Kameramann Mads Anton Madsen nach Wien geholt. Die Dreharbeiten fanden im Juni und Juli 1920 statt, die Wiener Premiere war erst am 16. Dezember 1921. In Deutschland passierte der Streifen die Zensur am 4. November 1920 und wurde ein Monat darauf uraufgeführt. Die Länge des Fünfakters betrug rund 2000 Meter.
Hans Berger gestaltete die Filmbauten. Madsen beendete hiermit seine aktive Tätigkeit als Stummfilmkameramann und kehrte nach Kopenhagen zurück.

## Kritiken
In Wiens Neue Kino-Rundschau heißt es: „‚Wie Satan starb‘ gibt Sascha Gura Gelegenheit, in einer Intrigantenrolle eine schöne Leistung zu schaffen, noch besser jedoch ist Nora Gregor als die von der reichen Erbin verfolgten Bürgerstochter, die um den von ihr geliebten Mann kämpft, den sie schließlich doch verlieren muß. (…) Der Film ist sehr gut ausgestattet und vorzüglich gespielt.“
Paimann’s Filmlisten resümierte: „Stoff, Szenerie und Photos sehr gut, Spiel ausgezeichnet.“